# Polynema loriger
Polynema loriger is een vliesvleugelig insect uit de familie Mymaridae. De wetenschappelijke naam is voor het eerst geldig gepubliceerd in 1916 door Kieffer.